# Gránátalma
A gránátalma vagy grenadin (Punica granatum) a mirtuszvirágúak (Myrtales) rendjébe és a füzényfélék (Lythraceae) családjába tartozó nemzetség egyik faja. Előfordul Nyugat- és Közép-Ázsiában és a Földközi-tenger térségében.

## Nevének eredete
A gránátalma szó eredete a latin granum (mag), illetve az abból képzett granatus (magvas) melléknévből ered.

## Elterjedése, élőhelye
A gránátalma őshazája Dél-, Nyugat- és Közép-Ázsia (Örményország, Azerbajdzsán, Grúzia, Tádzsikisztán, Türkmenisztán, Üzbegisztán, Irán), de mára már Európa földközi-tengeri területein és Dél-Amerika melegebb vidékein is elterjedt.
A Földközi-tengernél és Közel-Keleten, például Iránban, Egyiptomban, Palesztinában, Izraelben, továbbá Spanyolországban, Marokkóban, Tunéziában a gránátalma évszázadok óta kedvelt gyümölcs. A Távol-Keleten is kezd elterjedni. Indiában fűszerként használják, Indonéziában delima-ként ismert.
A gránátalma Közép-Európában is termeszthető az enyhe tél miatt. Budapesten, az Iparművészeti Múzeum előkertjében található egy gránátalmafa, amely évente egyszer virágzik.
A spanyol gyarmatosítás során a gránátalma eljutott a Karib-térségbe, Latin-Amerikába.

## Leírása

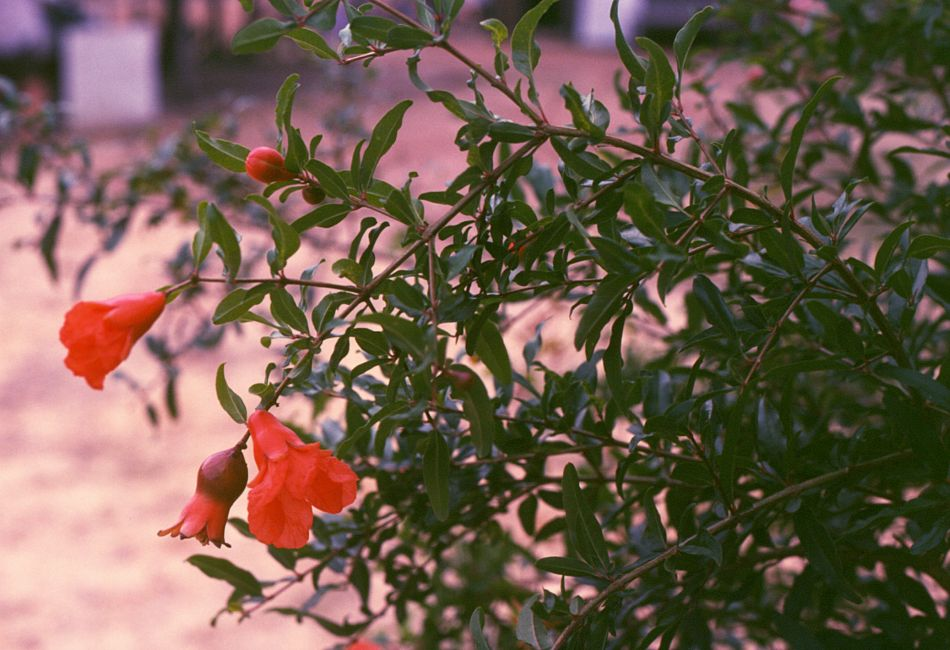

A gránátalma nagyobb cserje, vagy kisebb fa termetű, mely maximum az 5 m magasságot és a 3 m szélességet éri el. Akár néhány száz évig is élhet.
A kéreg színe a vörösesbarnától a szürkéig terjedhet. A fiatal ágak gyakran négyágúak. A levelek szára 2 és 10 mm közötti méretű.
Tavasz végén, nyár elején virágzik. A virág színe a világossárgától a narancsos vörösig terjed.

### A gyümölcs

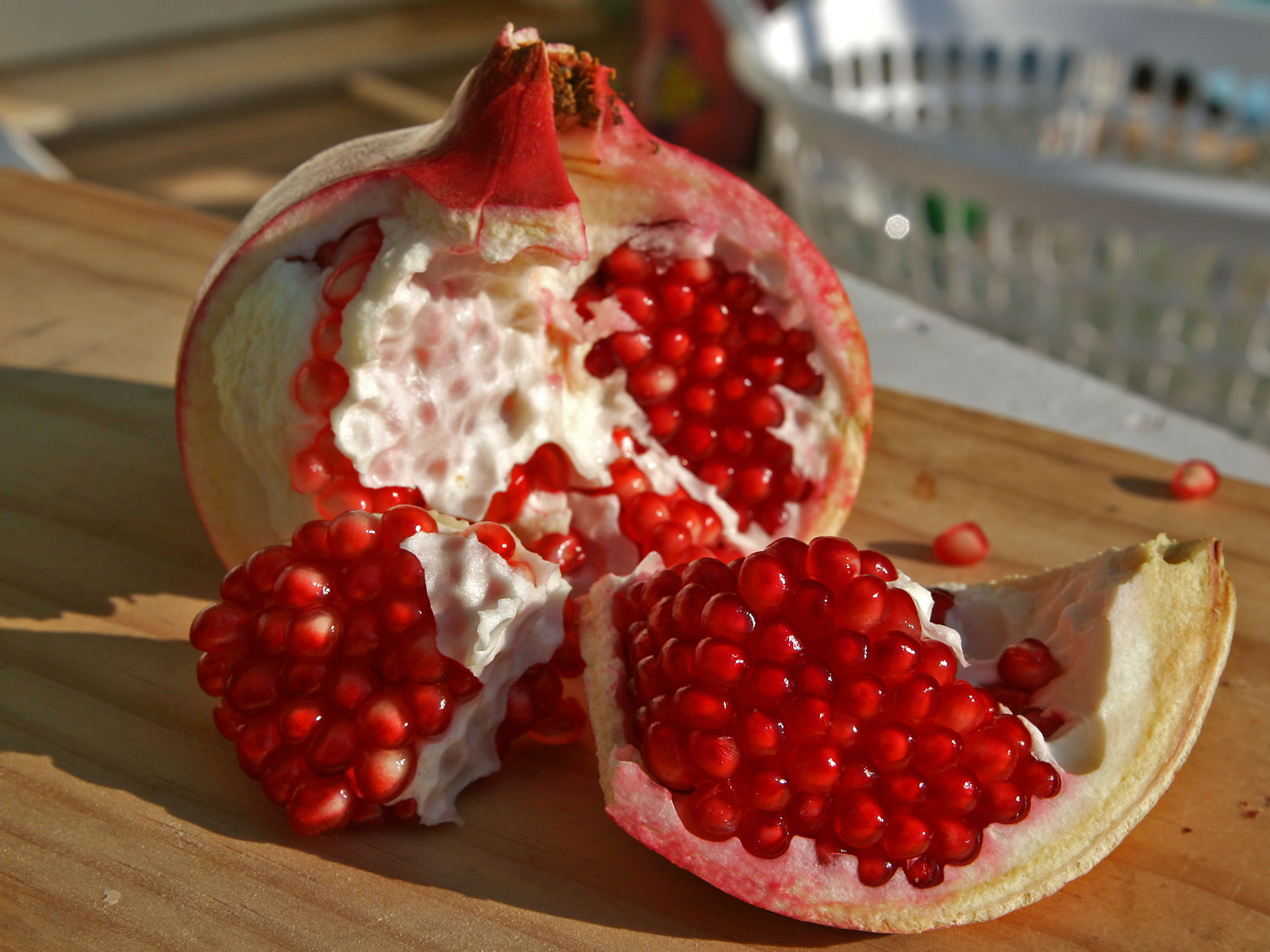

A kezdetben zöld, később narancssárga színű gyümölcs kinézetében egy bogyóhoz hasonlít. A gyümölcs átmérője kb. 10 cm. A termés sokmagvú, rekeszes bogyótermés. A vastag héj alatt fehér hártyákkal osztott gyümölcs rengeteg apró magot tartalmaz, a magokon különálló gyümölcshús van.
A gránátalma nagy mennyiségű flavonoidot (mint például antociánt és kvercetint) tartalmaz. Káliumban, C-vitaminban és kalciumban gazdag.
A gránátalma fajtáit a gyümölcs színe alapján csoportosítják: fehér, sárgászöld, sötétpiros, feketés ibolya.
A legelterjedtebb a sötétpiros és a sárgászöld. A magok húsa általában vörös.

## Termesztése és betakarítása

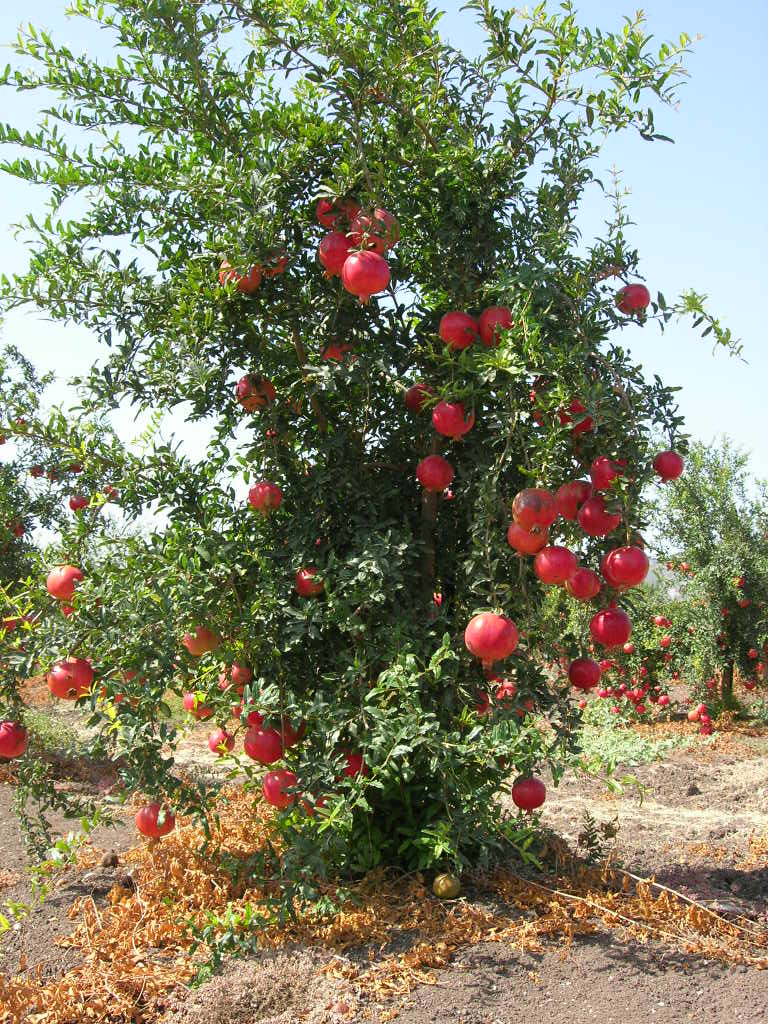
Gránátalmafa Izraelben

A gránátalma dugványozással, gyökeres tősarjak felhasználásával és magvetéssel egyaránt könnyen szaporítható. A legsikeresebb és leggyorsabb szaporítási módszer a gyökeres tősarjak felhasználása.
A gyümölcsöket szeptember és december között szedik le.

## Felhasználása
A gránátalma héja és a gyümölcslé évszázadok óta szőnyegek színezőanyaga. A gyümölcs megfőzésével fekete színű tinta állítható elő. A gyümölcs héja Indiában sárga és fekete színű fonal színezőanyaga.
A gránátalma és a gránátalmalé is világszerte elterjedt élelmiszer, de különösen a Földközi-tenger vidékén, a Közel-Keleten, az Amerikai Egyesült Államokban, Dél-Európában és néhány éve Közép- és Észak-Európában fogyasztják.
A gyümölcshús és a gyümölcslé is használatos vad- és szárnyasételek, valamint gyümölcssaláták készítése során. Gyümölcsfagylaltok, likőrök, lekvárok és sűrítmények, továbbá bor és ecet is készíthető belőle.
A gránátalmából a Karib-szigeteken szirupot készítenek és több különböző koktél alapanyagaként használják érdekes íze és a színe miatt.

## A gránátalma a vallásban

### Említése a Bibliában
A gyümölcs neve többször említésre kerül az Ótestamentumban.
- Salamon: Énekek éneke

Elvinnélek, bevinnélek anyámnak házába, te oktatgatnál engem, én meg borral itatnálak, fűszeressel, gránátalma borral.

### Említése a Koránban
A gyümölcs neve többször is említésre kerül a Koránban.
6. szúra A jószág (mekkai kinyilatkoztatás) = 99. Ő az, ki lebocsájtá az égből a vizet, s Mi kibujtatánk általa mindenféle növényt, s kihozánk belőle a zöldet, miből kihozzuk az összefűzött gabonaszemet s a datolyapálmát az ő porából; füzéreket, fürtöket, s szőlőskerteket, olivát, gránátalmát s ehhez, vagy máshoz hasonlóakat. Nézzetek gyümölcsére, midőn gyümölcsöznek, s érésére! íme! Ezekben (vannak) az igék a népnek, kik hisznek.
141. S Ő az, ki megalkotá a Mennyeket fellugasozva, s nem fellugasozva, s a datolyapálmát, a különböző ízű terméseket, az olivát, a gránátalmát, s mi ehhez és máshoz hasonló. Egyetek gyümölcsét, midőn gyümölcsöznek, s adjátok meg a betakarítás napjának járandóságát, s ne tékozoljatok! Lám! Ő nem szereti a tékozlókat.|55. szúra A Kegyelmes (mekkai kinyilatkoztatás) A Kegyelmes és Könyörületes Allah nevében = 67. S mit, ha nem Uratok (kegyét) hazudtoljátok meg ti ketten?
68. Melyekben gyümölcs lesz, pálmafák és gránátalma.

### A görög mitológiában
A gránátalma a szír Atargatisz istennő szimbóluma. Atargatisz különböző változatai rendkívül elterjedtek az ókori Keleten (Asratum, Atirat, Asera, Aszerdusz).
A görögökhöz Derkétó vagy Dea Szüra néven került át, de a ciprusi Aphrodité mítoszainak nagy része is ide vezethető vissza. Az azonosságukat a gránátalma is megerősíti, ami a görögöknél Aphroditéhez kötődik, majd Rómában Venushoz. Cipruson úgy tartották, hogy Aphrodité ültette az első gránátalmabokrokat. Valószínűleg a sok mag miatt termékenységgel kapcsolatos hatást tulajdonítottak neki. Más mítoszokban is sokszor szóba kerül a görög mitológiában is, többek közt Perszephonénak azért kellett visszatérnie az Alvilágba Hadészhoz, mert kiderült, hogy evett egy szem Alvilágban termett gránátalmát.
Rodosz szigete nagy valószínűséggel az ott ma is dúsan tenyésző gránátalma virágáról kapta az ógörög nyelven rózsát jelentő nevét.